# Juventus Football Club 1970-1971
Questa voce raccoglie le informazioni riguardanti la Juventus Football Club nelle competizioni ufficiali della stagione 1970-1971.

## Stagione
L'annata segnò un profondo rinnovamento per la compagine bianconera, che a posteriori getterà le basi per la vittoriosa squadra poi ammirata del corso del decennio. Nell'estate 1970 la rosa titolare vide l'innesto di nuovi acquisti come Fabio Capello e Luciano Spinosi, nonché il ritorno a Torino di Roberto Bettega e Franco Causio dopo i fruttuosi prestiti in giro per la penisola. Anche la panchina non sfuggì a quest'opera di svecchiamento con l'ingaggio di Armando Picchi, che coi suoi trentacinque anni rappresentava il più giovane tecnico della massima serie.

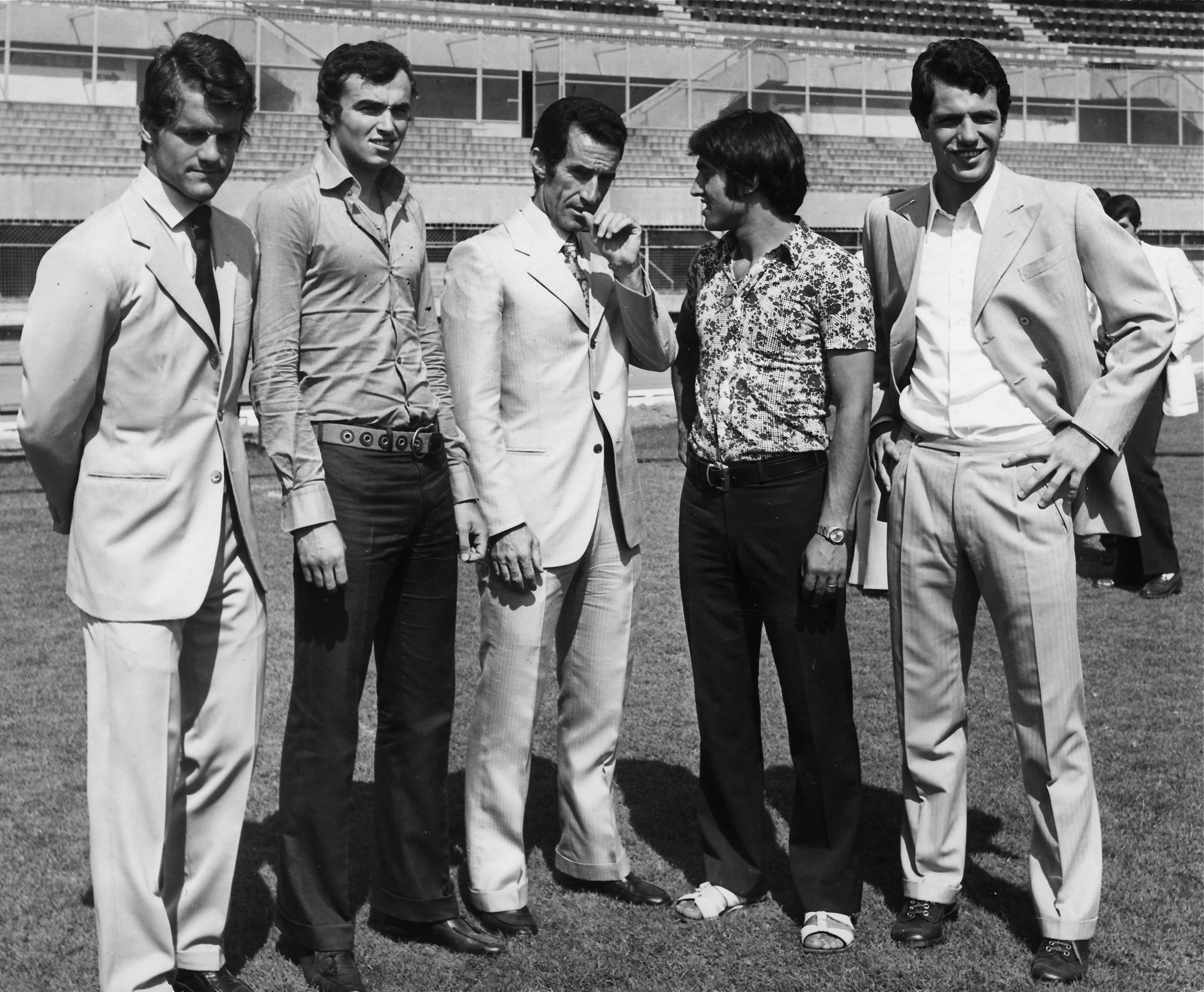
Parte della rinnovata Juventus nell'estate 1970; da sinistra: i neoacquisti Capello e Landini, il nuovo tecnico Picchi, il confermato Anastasi e Bettega, all'esordio in prima squadra.

La nuova e acerba Juventus chiuse il campionato al quarto posto della classifica, non riuscendo a inserirsi nella lotta-scudetto che premiò l'Inter, ma conquistando coi suoi giovani elementi la qualificazione alla nuova Coppa UEFA prossima al debutto. La stagione fu tuttavia segnata dal dramma vissuto da Picchi, colpito da un male incurabile che lo porterà alla morte in pochi mesi: costretto già nel febbraio 1971 a lasciare la guida della squadra per sottoporsi a cure mediche, l'allenatore bianconero scomparirà alla fine del maggio seguente.
La panchina dei torinesi era stata nel frattempo affidata al cecoslovacco Čestmír Vycpálek, già responsabile del settore giovanile del club, che traghettò l'undici torinese sino alla doppia finale di una Coppa delle Fiere al suo passo d'addìo, persa contro gli inglesi del Leeds Utd unicamente per la regola dei gol fuori casa; non bastò alla Juventus rimanere imbattuta nell'arco della manifestazione – dove aveva superato, in sequenza, i lussemburghesi del Rumelange, gli spagnoli del Barcellona, i magiari del Pécs, gli olandesi del Twente e i tedeschi d'Occidente del Colonia –, né vantare tra le proprie file il capocannoniere dell'edizione, Pietro Anastasi.

Il gol di Capello al, nella finale di andata di Coppa delle Fiere giocata a Torino.

Meno fruttuoso fu il cammino in Coppa Italia dove i piemontesi vennero eliminati già al primo turno di settembre, facendosi superare nel proprio girone dai cadetti del Novara. A conclusione della stagione, nel mese di giugno i bianconeri parteciparono infine, assieme a Cagliari, Inter e Roma, all'unica edizione del cosiddetto Trofeo Picchi (organizzato dai vertici federali in memoria dello scomparso tecnico), chiudendo tale rassegna al terzo posto.

## Divise
In occasione della finale di ritorno della Coppa delle Fiere, da giocarsi in Inghilterra contro il Leeds Utd, la formazione torinese portò al debutto un'inedita seconda versione della divisa di cortesia, blu con colletto e bordini bianchi e neri, destinata a segnare il successivo quindicennio di trasferte della Vecchia Signora. Questa, nata da un'idea dell'allora dirigente juventino Italo Allodi, venne realizzata specificatamente per il succitato incontro del 3 giugno 1971, dato che la seconda casacca bianca dell'epoca dei piemontesi sarebbe andata a confondersi cromaticamente con il tradizionale completo casalingo degli Whites. Molto simile alla maglia azzurra indossata dall'Italia, l'uniforme voleva per l'appunto rimarcare l'italianità della Juventus, in quel frangente unica squadra di club del bel paese rimasta in gioco in ambito internazionale.
| Casa | Trasferta (1ª versione) | Trasferta (2ª versione) | 1ª portiere | 2ª portiere |

## Rosa
| N. |                           | Ruolo | Calciatore                  |
| -- | ------------------------- | ----- | --------------------------- |
|    | Italia (bandiera)         | P     | Roberto Tancredi            |
|    | Italia (bandiera)         | P     | Massimo Piloni              |
|    | Italia (bandiera)         | D     | Luciano Spinosi             |
|    | Italia (bandiera)         | D     | Francesco Morini            |
|    | Italia (bandiera)         | D     | Sandro Salvadore (capitano) |
|    | Italia (bandiera)         | D     | Gianluigi Roveta            |
|    | Italia (bandiera)         | D     | Giuseppe Zaniboni           |
|    | Italia (bandiera)         | C     | Giuseppe Furino             |
|    | Italia (bandiera)         | C     | Fabio Capello               |
|    | Germania Ovest (bandiera) | C     | Helmut Haller               |

| N. |                   | Ruolo | Calciatore           |
| -- | ----------------- | ----- | -------------------- |
|    | Italia (bandiera) | C     | Antonello Cuccureddu |
|    | Italia (bandiera) | C     | Gianpietro Marchetti |
|    | Italia (bandiera) | C     | Franco Causio        |
|    | Italia (bandiera) | C     | Adriano Novellini    |
|    | Italia (bandiera) | C     | Gianluigi Savoldi    |
|    | Italia (bandiera) | C     | Roberto Montorsi     |
|    | Italia (bandiera) | A     | Roberto Bettega      |
|    | Italia (bandiera) | A     | Pietro Anastasi      |
|    | Italia (bandiera) | A     | Fausto Landini       |

## Risultati

### Serie A

#### Girone di andata
| Arbitro: | Carminati (Milano) |

|  |           |             |
|  | Marcatori | 73’ Bettega |

| Torino 4 ottobre 1970, ore 15:00 CET 2ª giornata | Juventus         | 0 – 0 referto | Bologna | Stadio Comunale\| Arbitro: \| Sbardella (Roma) \| |
| Arbitro:                                         | Sbardella (Roma) |               |         |                                                   |

| Verona 11 ottobre 1970, ore 15:00 CET 3ª giornata | Verona           | 0 – 0 referto | Juventus | Stadio Marcantonio Bentegodi\| Arbitro: \| Bernardis (Roma) \| |
| Arbitro:                                          | Bernardis (Roma) |               |          |                                                                |

| Arbitro: | Angonese (Mestre) |

|  |           |                     |
|  | Marcatori | 40’ Villa 77’ Prati |

| Arbitro: | Lo Bello (Siracusa) |

|              |           |  |
| Pogliana 45’ | Marcatori |  |

| Arbitro: | Sbardella (Roma) |

|                   |           |          |
| Anastasi 24’, 90’ | Marcatori | 47’ Gori |

| Arbitro: | Carminati (Milano) |

|                              |           |             |
| Pulici 64’ Morini 81’ (aut.) | Marcatori | 89’ Capello |

| Arbitro: | Francescon (Padova) |

|                 |           |  |
| Haller 71’, 80’ | Marcatori |  |

| Varese 13 dicembre 1970, ore 14:30 CET 9ª giornata | Varese           | 0 – 0 referto | Juventus | Stadio Franco Ossola\| Arbitro: \| Bernardis (Roma) \| |
| Arbitro:                                           | Bernardis (Roma) |               |          |                                                        |

| Arbitro: | Porcelli (Lodi) |

|                               |           |                     |
| Causio 8’ (rig.) Anastasi 66’ | Marcatori | 18’ (rig.) Maraschi |

| Arbitro: | Toselli (Cormons) |

|                          |           |  |
| Corso 10’ Boninsegna 67’ | Marcatori |  |

| Arbitro: | Vacchini (Milano) |

|                                      |           |           |
| Haller 6’ Cuccureddu 27’ Capello 88’ | Marcatori | 53’ Massa |

| Arbitro: | Angonese (Mestre) |

|                       |           |  |
| Salvi 12’ Cristin 89’ | Marcatori |  |

| Arbitro: | Pieroni (Roma) |

|                        |           |                   |
| Bettega 37’ Haller 44’ | Marcatori | 62’ (aut.) Furino |

| Arbitro: | Toselli (Cormons) |

|              |           |                               |
| Ferrante 22’ | Marcatori | 36’ Bettega 49’ (rig.) Causio |

#### Girone di ritorno
| Arbitro: | Michelotti (Parma) |

|                                            |           |  |
| Haller 1’ Bettega 45’, 46’, 90’ Causio 78’ | Marcatori |  |

| Arbitro: | Mascali (Desenzano del Garda) |

|            |           |  |
| Perani 61’ | Marcatori |  |

| Arbitro: | Bernardis (Roma) |

|                        |           |                    |
| Bettega 3’ Capello 81’ | Marcatori | 8’ (aut.) Tancredi |

| Arbitro: | Francescon (Padova) |

|           |           |                        |
| Prati 61’ | Marcatori | 36’ (aut.) Anquilletti |

| Arbitro: | Monti (Ancona) |

|                                               |           |             |
| Causio 3’ Anastasi 22’ Bettega 33’ Furino 68’ | Marcatori | 58’ Zurlini |

| Arbitro: | Picasso (Chiavari) |

|            |           |             |
| Greatti 9’ | Marcatori | 48’ Capello |

| Arbitro: | Gussoni (Varese) |

|                             |           |                                             |
| Capello 8’ Bettega 59’, 77’ | Marcatori | 15’ (rig.), 79’ (rig.) Cereser 27’ Rampanti |

| Roma 28 marzo 1971, ore 15:30 CET 23ª giornata | Roma                | 0 – 0 referto | Juventus | Stadio Olimpico\| Arbitro: \| Lo Bello (Siracusa) \| |
| Arbitro:                                       | Lo Bello (Siracusa) |               |          |                                                      |

| Arbitro: | Barbaresco (Cormons) |

|                               |           |                         |
| Causio 44’ (rig.) Bettega 51’ | Marcatori | 63’ Rimbano 87’ Carelli |

| Arbitro: | Acernese (Roma) |

|                |           |               |
| Chinesinho 62’ | Marcatori | 10’ Marchetti |

| Arbitro: | Lo Bello (Siracusa) |

|               |           |           |
| Marchetti 31’ | Marcatori | 79’ Bedin |

| Arbitro: | Monti (Ancona) |

|                                  |           |                          |
| Mazzola 45’ Chinaglia 84’ (rig.) | Marcatori | 20’ Novellini 68’ Causio |

| Arbitro: | Vacchini (Milano) |

|                              |           |              |
| Anastasi 9’, 41’ Bettega 54’ | Marcatori | 72’ Sabatini |

| Foggia 16 maggio 1971, ore 16:00 CET 29ª giornata | Foggia              | 0 – 0 referto | Juventus | Stadio Pino Zaccheria\| Arbitro: \| Francescon (Padova) \| |
| Arbitro:                                          | Francescon (Padova) |               |          |                                                            |

| Arbitro: | Pieroni (Roma) |

|             |           |            |
| Bettega 79’ | Marcatori | 58’ Vitali |

### Coppa Italia

#### Primo turno
| Arbitro: | Motta (Monza) |

|             |           |                     |
| Mascetti 8’ | Marcatori | 72’ (aut.) Moschino |

| Arbitro: | Beretta (Milano) |

|                  |           |                                |
| Gabetto 61’, 72’ | Marcatori | 5’ (rig.) Anastasi 41’ Bettega |

| Arbitro: | Lazzaroni (Milano) |

|                                                   |           |             |
| Bettega 55’ Anastasi 76’ (rig.) Tonani 90’ (aut.) | Marcatori | 1’ Cominato |

### Coppa delle Fiere
| Arbitro: | Gappel |

|                                                                  |           |  |
| Pablowsky 9’ (aut.) Bettega 16’, 74’ Anastasi 20’, 26’, 43’, 70’ | Marcatori |  |

| Arbitro: | Wurtz |

|  |           |                                     |
|  | Marcatori | 30’, 44’, 87’ Novellini 37’ Landini |

| Arbitro: | Taylor |

|             |           |                        |
| Marcial 76’ | Marcatori | 12’ Haller 55’ Bettega |

| Arbitro: | Männig |

|                        |           |           |
| Bettega 3’ Capello 23’ | Marcatori | 83’ Pujol |

| Arbitro: | Biwersi |

|  |           |            |
|  | Marcatori | 31’ Causio |

| Arbitro: | Burns |

|                   |           |  |
| Anastasi 85’, 87’ | Marcatori |  |

| Arbitro: | Ortiz de Mendibil |

|                         |           |  |
| Haller 7’ Novellini 80’ | Marcatori |  |

| Arbitro: | Linemayr |

|                         |           |                   |
| Pahlplatz 11’ Drost 46’ | Marcatori | 96’, 98’ Anastasi |

| Arbitro: | Bucheli |

|             |           |             |
| Thielen 87’ | Marcatori | 36’ Bettega |

| Arbitro: | Machin |

|                         |           |  |
| Capello 2’ Anastasi 85’ | Marcatori |  |

| Arbitro: | Van Ravens |

|                         |           |                       |
| Bettega 27’ Capello 55’ | Marcatori | 48’ Madeley 77’ Bates |

| Arbitro: | Glöckner |

|            |           |              |
| Clarke 12’ | Marcatori | 19’ Anastasi |

### Trofeo Picchi

#### Girone all'italiana
| Arbitro: | Michelotti (Parma) |

|                                     |           |            |
| Bedin 44’ Mazzola 48’ Facchetti 85’ | Marcatori | 76’ Haller |

| Arbitro: | Panzino (Catanzaro) |

|                         |           |                         |
| La Rosa 7’ Scaratti 45’ | Marcatori | 5’ Anastasi 41’ Bettega |

| Arbitro: | Lattanzi (Ancona) |

|                  |           |          |
| Viola 59’ (rig.) | Marcatori | 30’ Nené |

#### Finale 3º posto
| Arbitro: | Toselli (Trieste) |

|                        |           |              |
| Anastasi 32’ Viola 81’ | Marcatori | 88’ Nastasio |

## Giovanili

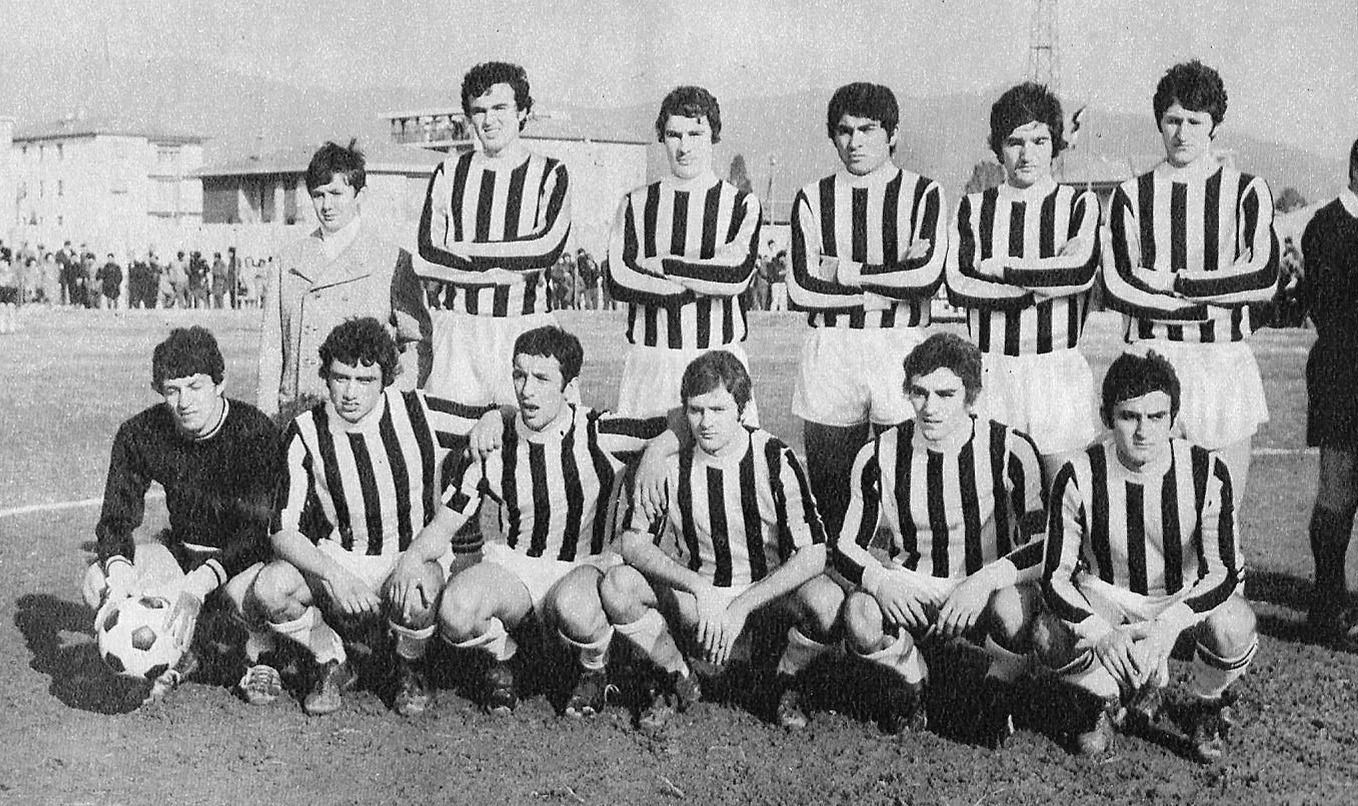
La squadra De Martino terza classificata al Torneo di Viareggio

### Organigramma
Area sportiva
- Responsabile: Čestmír Vycpálek (fino al febbraio 1971)[6]

Area tecnica
- De Martino
  - Allenatore: Lucidio Sentimenti[6]

### Piazzamenti
- De Martino:
  - Torneo di Viareggio: 3º[15]
- Primavera:
  - Campionato: ?